# 18e cérémonie des Lumières
 (décembre 2021).
La 18e cérémonie des Lumières, organisée par l'Académie des Lumières, s'est déroulée le 18 janvier 2013 au théâtre de la Gaîté à Paris sous la présidence de la comédienne Victoria Abril.

## Palmarès
- Meilleur film : Amour de Michael Haneke
  - De rouille et d'os de Jacques Audiard
  - Camille redouble de Noémie Lvovsky
  - Holy Motors de Leos Carax
  - Les Adieux à la reine de Benoît Jacquot

- Meilleur réalisateur : Jacques Audiard pour De rouille et d'os
  - Leos Carax pour Holy Motors
  - Michael Haneke pour Amour
  - Noémie Lvovsky pour Camille redouble
  - Cyril Mennegun pour Louise Wimmer

- Meilleur acteur : Jean-Louis Trintignant dans Amour
  - Guillaume Canet pour Une vie meilleure
  - Denis Lavant pour Holy Motors
  - Jérémie Renier pour Cloclo
  - Matthias Schoenaerts pour De rouille et d'os

- Meilleure actrice : Emmanuelle Riva dans Amour
  - Marion Cotillard pour De rouille et d'os
  - Catherine Frot pour Les Saveurs du palais
  - Noémie Lvovsky pour Camille redouble
  - Corinne Masiero pour Louise Wimmer

- Meilleur espoir féminin : Judith Chemla, Julia Faure et India Hair pour Camille redouble
  - Agathe Bonitzer pour Une bouteille à la mer
  - Izïa Higelin pour Mauvaise Fille
  - Sofiia Manousha pour Le noir (te) vous va si bien
  - SoKo pour Augustine

- Meilleur espoir masculin : Ernst Umhauer dans Dans la maison
  - Clément Métayer pour Après Mai
  - Stéphane Soo Mongo pour Rengaine
  - Pierre Niney pour Comme des frères
  - Mahmoud Shalaby pour Une bouteille à la mer

- Meilleur scénario : De rouille et d'os – Jacques Audiard et Thomas Bidegain
  - Holy Motors - Leos Carax
  - Les Adieux à la reine - Benoît Jacquot et Gilles Taurand
  - Camille redouble - Noémie Lvovsky, Maud Ameline, Pierre-Olivier Mattei et Florence Seyvos
  - Une bouteille à la mer - Valérie Zenatti et Thierry Binisti

- Meilleur film francophone : La Pirogue de Moussa Touré
  - À perdre la raison de Joachim Lafosse
  - Laurence Anyways de Xavier Dolan
  - L’Enfant d'en haut de Ursula Meier
  - Monsieur Lazhar de Philippe Falardeau

- Meilleure photographie : Antoine Héberlé pour Héritage et Quelques heures de printemps
  - Romain Winding pour Les Adieux à la reine et Cherchez Hortense
  - Matthieu Poirot-Delpech pour L'Œil de l'astronome
  - Claire Mathon pour Trois Mondes
  - Caroline Champetier pour Holy Motors

- Prix spécial des Lumières : Camille redouble – Noémie Lvovsky
- Prix Lumières d'honneur : Claudia Cardinale pour l'ensemble de sa carrière